# Microsechium
Microsechium là danh pháp khoa học của một chi thực vật có hoa trong họ Cucurbitaceae.

## Lịch sử phân loại
Năm 1866, Charles Victor Naudin mô tả chi Microsechium với một loài thu mẫu tại Mexico với danh pháp Microsechium ruderale.
Năm 1878, William Botting Hemsley mô tả loài M. guatemalense ở Guatemala.
Năm 1881, Célestin Alfred Cogniaux mô tả 2 loài M. helleri (= Sicyos helleri Peyr., 1859) và M. palmatum (= Sechium palmatum Moc. & Sessé ex Ser., 1828), nhưng sau đó người ta nhận thấy cả M. ruderale, M. guatemalense, M. helleri, M. palmatum chỉ là các danh pháp khác nhau của cùng một loài, và M. palmatum có ưu thế - do nó dựa trên danh pháp được mô tả sớm nhất là Sechium palmatum Moc. & Sessé ex Ser., 1828.
Năm 1903, John Donnell Smith bổ sung loài M. compositum ở Guatemala nhưng bản thân tác giả cũng không chắc chắn nên ông đã viết Microsechium (?) compositum khi mô tả. Năm 1958, Paul Graham Wilson bổ sung loài M. hintonii ở Mexico. Năm 1978, Charles Jeffrey chuyển M. compositum và M. hintonii sang chi Sechium - với danh pháp tương ứng là S. compositum và S. hintonii.
Năm 1994, Rafael Lira Saade bổ sung loài M. gonzalo-palomae ở Oaxaca (Mexico) và cho rằng nó gần với M. helleri.
Nghiên cứu di truyền phân tử của Sebastian et al. (2012) cho thấy tình trạng đa ngành của Sicyos nghĩa hẹp cũng như của Microsechium (nếu công nhận 4 loài như hiện tại ghi nhận trong Plants of the World Online). Để giải quyết tình trạng này thì một giải pháp phù hợp là mở rộng Sicyos để chứa các chi nhỏ lồng sâu trong nó (như Anomalosicyos, Cladocarpa, Costarica, Microsechium, Parasicyos, Pterosicyos, Sarx, Sechiopsis, Sechium, Sicyocarya, Sicyocaulis, Sicyosperma và Skottsbergiliana).
Trong phân tích của Sebastian et al. (2012) thì Microsechium ruderale (= Microsechium palmatum) có quan hệ họ hàng gần với Sicyos lirae, trong khi 2 loài M. hintonii (= Sechium hintonii) và M. compositum (= Sechium compositum) có quan hệ họ hàng gần với Sechium edule.
Do loài điển hình của Microsechium là Microsechium ruderale lồng trong Sicyos nên việc hợp nhất này nếu được công nhận sẽ làm cho Microsechium chỉ được coi là đồng nghĩa muộn của Sicyos.

## Các loài
Các loài được The Plants of the World Online công nhận tại thời điểm năm 2024 bao gồm:
- Microsechium compositum Donn.Sm., 1903: Guatemala, Mexico.
- Microsechium gonzalo-palomae Lira, 1994: Mexico (Oaxaca).
- Microsechium hintonii Paul G.Wilson, 1958: Trung và tây nam Mexico.
- Microsechium palmatum (Ser.) Cogn.,1881: Costa Rica, Guatemala, Mexico.